# Tixpéhual
Tixpehual är en kommunhuvudort i Mexiko.   Den ligger i kommunen Tixpéhual och delstaten Yucatán, i den östra delen av landet, 1 000 km öster om huvudstaden Mexico City. Tixpehual ligger 14 meter över havet och antalet invånare är 3 334.
Terrängen runt Tixpehual är mycket platt. Runt Tixpehual är det ganska tätbefolkat, med 83 invånare per kvadratkilometer. Närmaste större samhälle är Mérida, 18,1 km väster om Tixpehual. Trakten runt Tixpehual består till största delen av jordbruksmark.